# Tewdwr ap Rhain
Tewdwr ap Rhain roi de Dyfed et de Brycheiniog (?)  fl. 770

## Contexte
On connaît peu de chose du règne de Tewdwr. À cette époque le royaume de Dyfed est envahi en 778 par le roi Offa de Mercie et Tewdwr est peut-être tué pendant cette incursion. Il a comme successeur son fils Maredudd ap Tewdwr. Ce souverain semble être identique avec le roi Tewdws dont on ne connait pas le successeur et qui réclame vers 770 la souveraineté sur une partie du royaume de Brycheiniog à son parent Elwystl ap Awst qu'il fait ensuite assassiner. Il semble qu'à cette époque une certaine confusion existe du fait de la rivalité pour le contrôle du territoire nommé « Rheinwg » entre le Dyfed et le Brycheiniog. Tewdwr reste ensuite un nom fréquemment utilisé par les rois de Brycheiniog notamment par le père et le fils d'Elise ap Tewdwr qui règne un siècle plus tard .